# Червоне (Ізюмський район)
Червоне́ — село в Україні, у Барвінківській міській громаді Ізюмського району Харківської області. Населення становить 290 осіб. До 2020 орган місцевого самоврядування — Іванівська сільська рада.

## Географія
Село Червоне знаходиться за 0,5 км від села Семиланне. По селу протікає Балка Широка на якій створена велика загата (4,5 га).
До районного центру і залізничної станції Барвінкове — 10 км. Неподалік від села проходить газопровід Шебелинка—Слов'янськ

## Історія
Село виникло в 1923 році в період заснування радянських сільськогосподарських підприємств і довгий час існувало як садиба радгоспу « Зерновий».
Однак дата заснування населеного пункту не говорить про те, що навколишні землі були до того часу необжитими.
Тим більше, що в цьому місці проходила вже в давні часи дорога, яка зв'язувала слободу Барвінкове з селом Петрівським (і далі з Балаклією), селом Велика Комишуваха (і далі з Ізюмом). Тут проходила дорога, яка виводила на Муравський і Чумацький шляхи. А коли через Барвінкове пролягла залізниця, то саме це сполучення стало своєрідною артерією, якою поповнювалися зернові потоки до портів Азовського і Чорного морів. Вигідне розташування земель, де тільки за радянських часів виникло село, було помічено ще навколишніми поміщиками.
На перехресті доріг, що вели до панської садиби в Іванівці, до сіл Велика Комишуваха, Велика і Мала Андріївки, Ставкова Балка, Червона Поляна, і на схід — до сіл Курулька, Пашкове, Дібровне та інших, була розташована велика зсипка зерна, де збіжжя підроблялося й переправлялося до лабазів на залізничних станціях Язикове й Барвінкове.
Тут же, неподалік від зсипки, був заїжджий двір, барак робітників, корчма. Цією дорогою, зламавши опір німців у Червоному, кавалеристи Андрія Гречка першими ввірвалися на північну околицю міста в січні 1942 року, вперше звільнивши Барвінкове від гітлерівців. Цей же шлях від Барвінкового і до Балаклії став своєрідним «залізним обручем» утравні 1942 року, який стиснув у так званому «Барвінківському мішку» дві радянські армії й армійську групу. В оточенні загинули бойові генерали, в полон було взято близько 250 тисяч радянських бійців.
Після війни Червоне довгий час було відділенням радгоспу «Барвінківський». Його трудівники отримували високі врожаї зернових і технічних культур, мали певні досягнення в свинарстві й молочній галузі.
12 червня 2020 року, відповідно до Розпорядження Кабінету Міністрів України  № 725-р «Про визначення адміністративних центрів та затвердження територій територіальних громад Харківської області», увійшло до складу Барвінківської міської територіальної громади.
19 липня 2020 року, в результаті адміністративно-територіальної реформи та ліквідації Барвінківського району, село увійшло до складу Ізюмського району.
22 червня 2023 року рішенням №230 Національної комісії зі стандартів державної мови віднесено до списку населених пунктів, які «можуть не відповідати лексичним нормам української мови», зокрема стосуватися «російської імперської чи колоніальної політики». Громаді рекомендовано обґрунтувати доцільність збереження поточної назви або запропонувати нову назву в установленому законодавством порядку.

## Сьогодення
У Червоному працює магазин, відділення зв'язку, кілька років тому тут стала до ладу нова АТС. На честь воїнів, які загинули при звільненні села від німецько-фашистських загарбників, тут споруджено пам'ятник.